# Kompiskapitalism
Kompiskapitalism (engelska "crony capitalism") är ett ekonomiskt system där företags eller verksamheters framgång bygger på fördelar som erhållits från politiker och/eller partier tack vare personliga relationer eller makt snarare än i öppen och fri konkurrens. De fördelar som erhålls innefattar statsbidrag, skattelättnader, tillstånd, uppdrag och andra former av statliga ingripanden. Kompiskapitalism ses som konkurrensbegränsande och kan ge upphov till oligopol eller monopol.
Istället för att tjäna pengar genom att göra vinst på marknaden så kan de tjänas på fördelssökande och genom monopol eller oligopol. Entreprenörskap och innovationer som avser belöna risk hämmas eftersom värdet som skapas av kompiskapitalism är litet.
Kompiskapitalism spiller över till staten, politiken och media när detta kluster förvränger ekonomin och påverkar samhället i en utsträckning att det korrumperar samhällets ekonomiska, politiska och sociala ideal.